# Alexander von Stauffenberg
Alexander Schenk Graf von Stauffenberg (Stuttgart; 15 de marzo de 1905 - Múnich; 27 de enero de 1964) fue un aristócrata (conde) perteneciente a la nobleza bávara alemana, teniente de la Wehrmacht herido dos veces en combate y un historiador. Fue el esposo de la aviadora Melitta Schenk Gräfin von Stauffenberg y hermano mayor del coronel de la Wehrmacht, Claus von Stauffenberg, autor del fallido atentado contra Hitler en 1944.

## Biografía
Alexander von Stauffenberg nació en Stuttgart, sus padres fueron el conde Alfred Graf Schenk von Stauffenberg y Caroline née Gräfin von Üxküll Gyllenband (condesa de Üxküll) pertenecientes a la nobleza alemana de Baviera. Era hermano gemelo de Berthold Schenk Graf v. Stauffenberg y hermano mayor de Claus von Stauffenberg.
Alexander von Stauffenberg asistió en 1923 a la Universidad de Heidelberg para seguir la carrera de Ciencias Históricas obteniendo un doctorado en 1928 lo que le permitió llegar a ser catedrático de planta en 1941 en esa institución. Siguió los pasos de su hermano Claus y se enroló voluntariamente por tres meses en el regimiento de caballería de Ludwigsburg en 1937.
En 1937 conoció a una aviadora de la Luftwaffe, mediajudía llamada Melitta Schiller exonerada de la fuerza aérea por sus raíces y se casó con ella en ese año.
Debido aparentemente a su carácter demasiado expuesto, franco, apasionado y quizás descuidado en emitir sus opiniones confrontadas con las glorificaciones del nazismo en la historia germana en una conferencia dada en la Universidad de Wurzburgo, Alexander von Stauffenberg no fue invitado al Círculo de Kreisau, un grupo de civiles de la nobleza que planificaban un complot para derrocar a Hitler impulsado por su tío Nikolaus Graf von Üxküll-Gyllenband y su hermano, Berthold Schenk Graf v. Stauffenberg, pero obtuvo conocimiento de la gestación de un Putsch tardíamente en 1943. En 1939, es llamado como reservista a las filas del ejército pero logra posponer el llamamiento.
Fue enrolado como sargento de reserva en las filas de la Wehrmacht en el Regimiento de Artillería N.º 389 como parte del 6.º Ejército de von Reichenau en 1941 y enviado al Frente Oriental. En 1942, durante la Batalla de Stalingrado es herido en combate teniendo la fortuna de ser evacuado antes del cerco total del 6.º Ejército. Vuelve al Frente Oriental y es nuevamente herido en combate en 1943.
Aprovechó su convalecencia en el hospital en Würzburg para terminar un libro acerca del poeta Stefan George, su favorito. Es transferido a Atenas, Grecia, formando en filas del Cuerpo de Artillería N.º 68 siendo ascendido a teniente a cargo de un pelotón.
Tras el atentado del 20 de julio de 1944, donde su hermano Claus von Stauffenberg es ejecutado y muchos miembros de la familia Stauffenberg son arrestados y posteriormente ejecutados, Alexander rechaza la idea de escapar a Egipto y tanto él como su esposa son detenidos por la Gestapo al presentarse en los cuarteles voluntariamente. Alexander niega haber tenido conocimiento del complot contra Hitler.
Su esposa es liberada 6 semanas después por orden de Hermann Göring mientras Alexander von Stauffenberg permanece en calidad de rehén en la prisión siendo transferido como prisionero especial al campo de concentración de Dachau. La orden ejecutiva de Hitler dada en abril de 1945 de eliminar a los opositores al régimen que aún permanecen en prisión no afecta a Alexander von Stauffenberg y es liberado por los estadounidenses el 5 de mayo de 1945 en estado de viudez. Su esposa Melitta había fallecido un mes antes en un combate aéreo, el 8 de abril de 1945 cerca de Straßkirchen.
En la posguerra, Alexander von Stauffenberg fundó el círculo poético de Stefan George en el Lago Constanza y ejerció como catedrático de historia antigua en la Universidad de Múnich, volvió a casarse nuevamente con Marlene Hoffmann en 1949 teniendo una hija llamada Gudula Knerr-Stauffenberg y en 1951 complementó sus estudios epigráficos con la rama de Arqueología.
Alexander Schenk Graf von Stauffenberg falleció en Múnich el 27 de enero de 1964, tempranamente a los 59 años a causa de un cáncer de pulmón.